# Woodfordia lacertosa
El anteojitos de Sanford (Woodfordia lacertosa) es una especie de ave paseriforme de la familia Zosteropidae endémica de las islas Santa Cruz, pertenecientes a las islas Salomón.
Su nombre hace honor al Dr. Leonard Cutler Sanford, un miembro del consejo de administración del Museo Americano de Historia Natural.

## Distribución y hábitat
Es un habitante endémico de las islas Santa Cruz, pertenecientes a las islas Salomón, en el Océano Pacífico. Su hábitat natural son los bosques planifolios tropicales húmedos. Se encuentra amenazado por pérdida de hábitat.